# چاتاق
چاتاق (به لاتین: Çataq یا Çatax) یک منطقه مسکونی در جمهوری آذربایجان است که در شهرستان تووز واقع شده است. چاتاق ۳۱۸۹ نفر جمعیت دارد.
این منطقه از روستاهای چاتاکس، قندالار، کاظیملی، قوشا، سیردک، مونچوکلو، پلکلی، شیجه‌بهت و هاجیلار تشکیل شده است. 